# Cassius-Stift

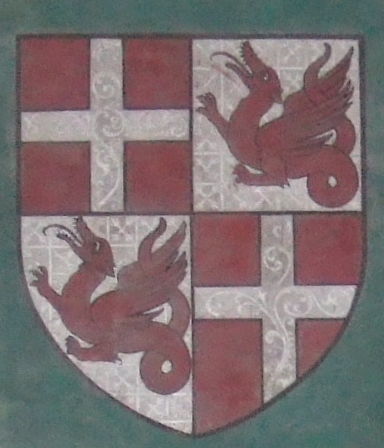
Wappen des Cassius-Stiftes

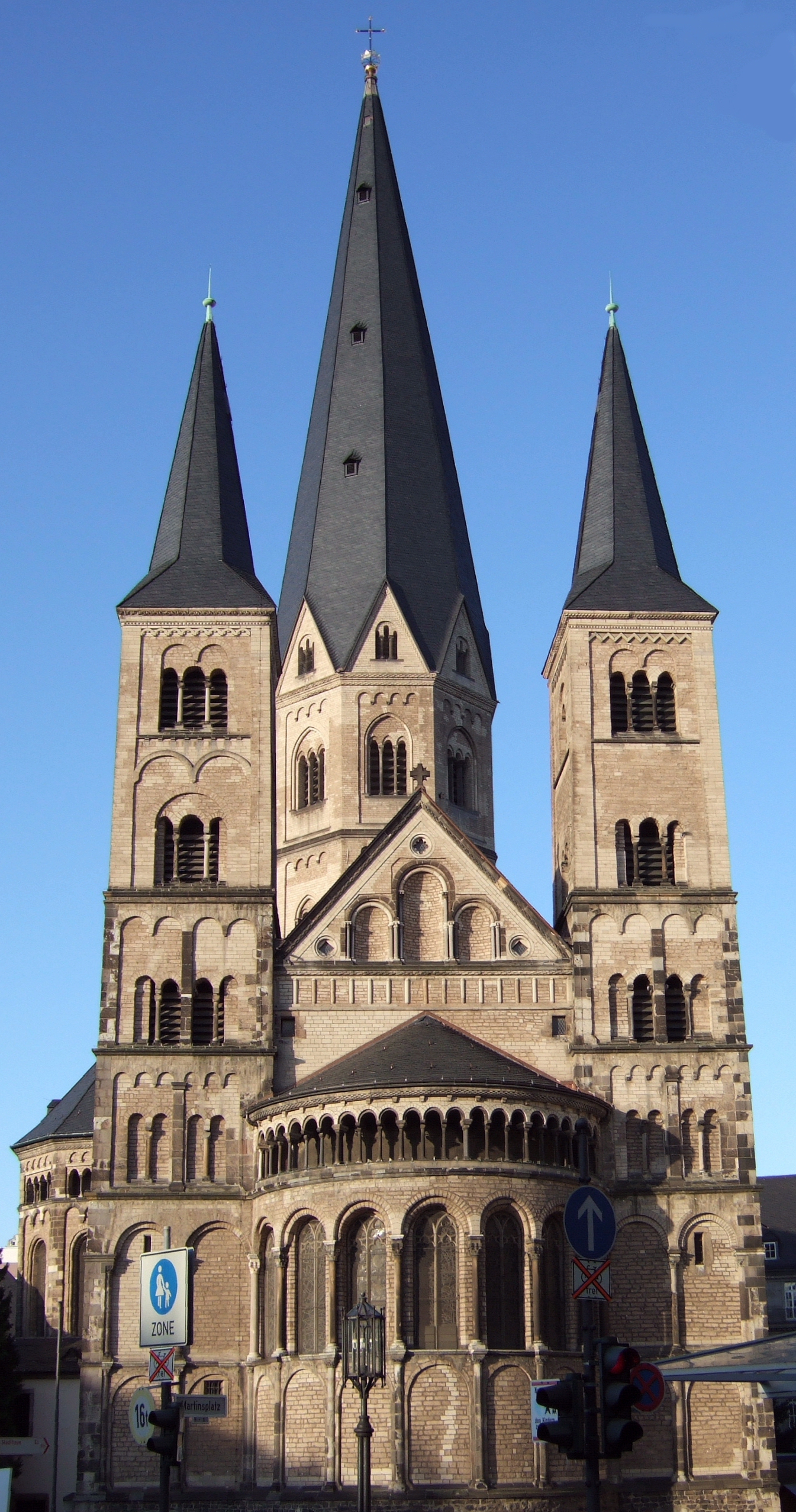
Münster

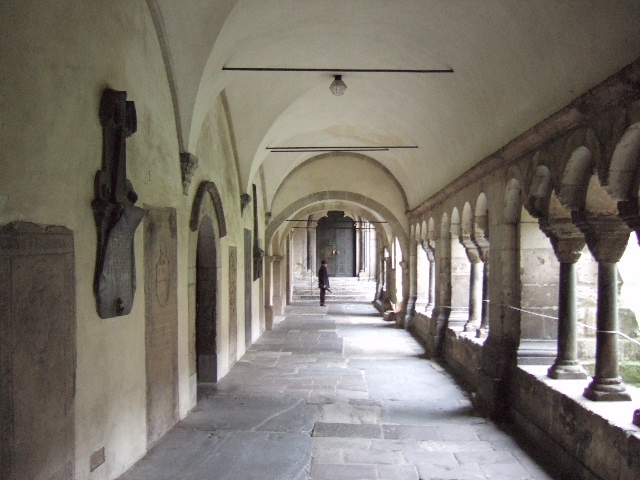
Kreuzgang

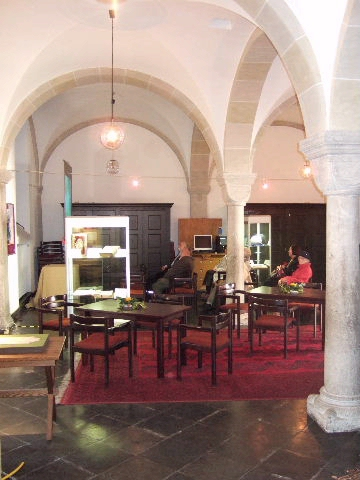
Kapitelsaal

Das Cassius-Stift wurde spätestens am Ende des 7. Jahrhunderts in Bonn gegründet; 1802 wurde es aufgelöst. Wichtigstes Gebäude des Stiftes war die Stiftskirche „St. Cassius und Florentius“, das heutige Bonner Münster.

## Name
Das Stift trug den Namen des in Bonn als Märtyrer verehrten Cassius, dessen Grab sich zusammen mit dem Grab des ebenfalls als Märtyrer verehrten Florentius und weiteren Märtyrergräbern einer Legende nach unter der Stiftskirche befand.

## Geschichte
Die Sarkophage, in denen sich die sterblichen Überreste der Märtyrer befunden haben sollen, liegen in unmittelbarer Nähe des Ortes, an dem in römischer Zeit eine Totengedenkstätte, eine cella memoriae errichtet worden war. Der Bereich der Märtyrergräber und der ehemaligen cella wurde Mitte des 6. Jahrhunderts von einem Saalbau überbaut. Bei diesem Bau handelte sich um einen Steinbau, der auf mächtigen Fundamenten aus zweitverwendeten Matronenaltären und anderen antiken Spolien stand. In dem Gebäude und im Außenbereich wurden eine Reihe von Gräbern angelegt und Tote bis Ende des 8. Jahrhunderts bestattet.
Offensichtlich galt das Gebäude seit spätestens Ende des 7. Jahrhunderts als Grabkirche der beiden christlichen Märtyrer und war Ziel christlicher Pilger. Die älteste überlieferte Schriftquelle, in der es um die Schenkung eines Weingutes an die Kirche der Heiligen Cassius und Florentius geht („Basilica sancta Cassii et Florentii“), nennt für 691 (oder 692) Giso als den Abt („Abbas“) der „Basilica“. Bei Giso handelt es sich möglicherweise um einen Kleriker, der wenig später Bischof von Köln wurde. Die Zahl der Kleriker, die im Bereich der Kirche lebten, wuchs wohl in den nächsten Jahrzehnten, so dass bauliche Erweiterungen nötig wurden. Das Aussehen des Saalbaus wurde bis ins 8. Jahrhundert durch An- und Umbauten immer wieder verändert, zwei Grabkapellen und mehrere Wohn- und Wirtschaftsräume an den ursprünglichen Bau angefügt.
Seit dem 8. Jahrhundert sind auch zunehmend Stiftungen für die Einrichtung belegt, so dass von einer Gründung des Cassius-Stiftes spätestens am Ende des 8. Jahrhunderts auszugehen ist. Die „Basilica“ wurde zur Stiftskirche „St. Cassius und Florentius“ und erfüllte diese Funktion in den folgenden zwei Jahrhunderten, in denen keine weiteren baulichen Veränderungen mehr nachweisbar sind. Im 11. Jahrhundert wurde die Kirche abgerissen; an ihrer Stelle entstand das Bonner Münster.
Die Stiftskirche war keine Pfarrkirche. Die älteste Bonner Pfarrkirche, die Dietkirche, befand sich im Bereich des ehemaligen Römerlagers. Und auch im Mittelalter war es die dem Münster direkt benachbarte Kirche St. Martin, die für die umliegenden Gemeinden die Funktion einer Pfarrkirche innehatte.

## Organisation des Stiftes
In der Entstehungszeit des Stiftes war es der Kölner Erzbischof, der als Abt dem Stift vorstand. Möglicherweise war es der erste Kölner Erzbischof und Vertraute Karls des Großen, Hildebold, der das Stift gründete und die Stelle des Abtes ausübte. Da die Erzbischöfe die Geschäfte als Stiftsvorsteher nicht persönlich wahrnehmen konnten, bestellten sie hierfür Vertreter. So wird für das Jahr 801 ein „Custos“ genannt, vom Jahr 848 sind es dann in Bonn die Pröpste, die diese Rolle spielen.
Im Mittelalter war es nicht notwendig, dass der Propst selbst Geistlicher sein musste; im Gegenteil wurde dieses Amt häufig von Adeligen übernommen, da es mit großen Pfründen verbunden war. Ein weiterer Vorteil war, dass der Propst in der Regel von der Residenzpflicht befreit war.
Wurde der Propst noch bis ins 11. Jahrhundert vom Erzbischof eingesetzt, so emanzipierte sich das Kapitel zunehmend und wählte später seinen Leiter selbst durch freie Wahl. Dies führte jedoch mehr und mehr zu Spannungen, da auch die Kurie versuchte, starken Einfluss zu nehmen und durch den direkten Eingriff der Päpste wurden die Posten häufig durch Kuriale, vielfach Kardinäle, besetzt. Der Kampf um den Einfluss verschiedener Interessengruppen führte zu schnellem Wechsel der Propststellen oder sogar zu Doppelbesetzungen.
Die wahrscheinlich wichtigste Propstei des Kölner Erzbistums bildete das Cassiusstift. Der Propst war viele Jahrhunderte der zweitmächtigste Mann nach dem Erzbischof und seine Einkünfte überstiegen die des Kölner Dompropstes um das Doppelte und die seines Mainzer Kollegen um das Vierfache. Nicht zuletzt deshalb gab es unter den Stiften einen fortdauernden Kampf um die Vorherrschaft.

### Vorsteher und Pröpste des Cassius-Stiftes (Auswahl)

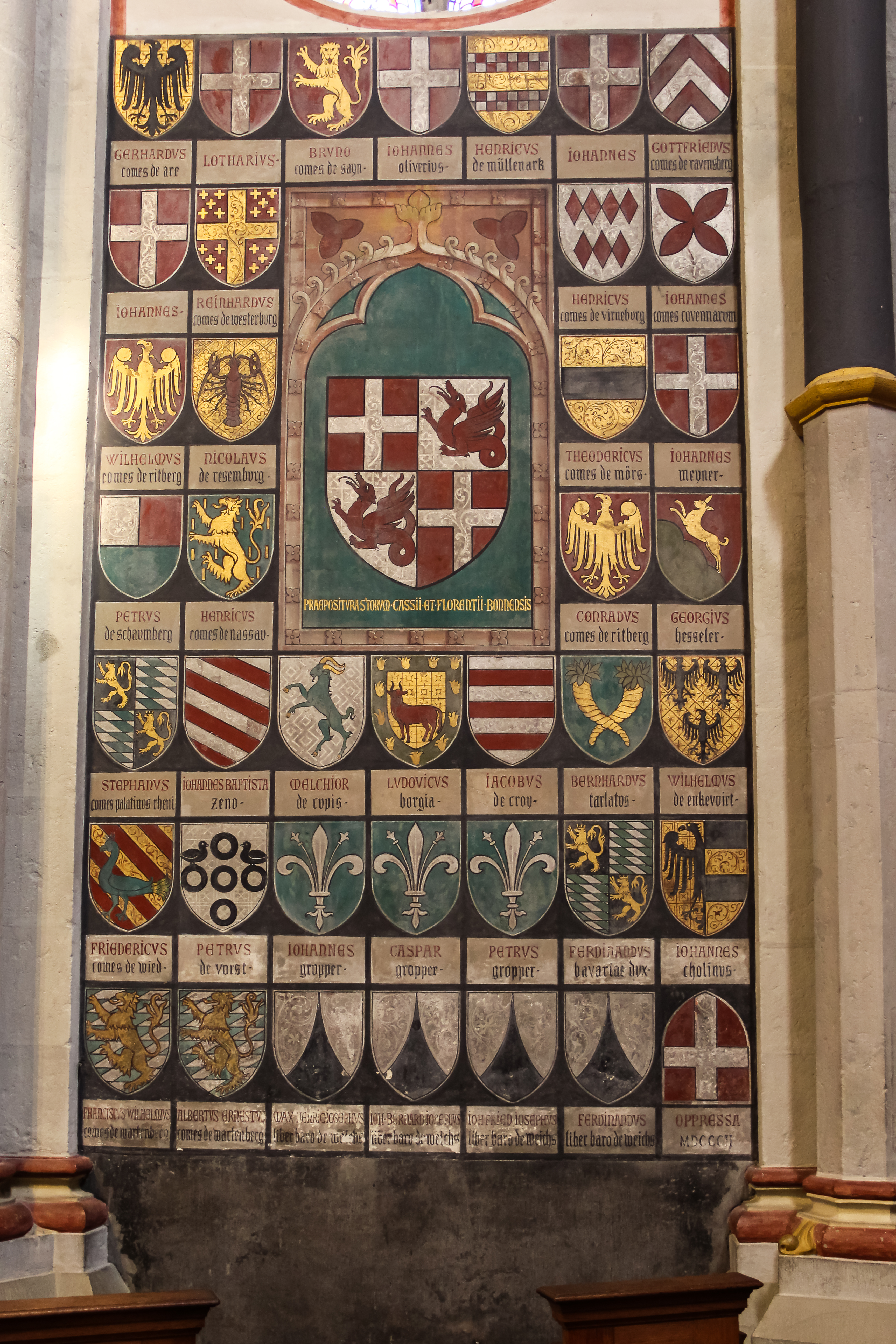
Wappen des Cassius-Stifts (groß) und die Wappen der Pröpste des Cassius-Stifts

| 691 (692)      | Giso („Abt“)                 |
| 787            | Hildebold                    |
| um 842–849/853 | Thegan                       |
| 1124–1169      | Gerhard von Are              |
| 1169–1192      | Lothar von Hochstaden        |
| 1192           | Bruno von Sayn               |
| 1211–1225      | Heinrich von Müllenark       |
| 1313–1328      | Heinrich von Virneburg       |
| 1371–1378      | Robert von Genf              |
| 1397–1414      | Dietrich von Moers           |
| 1534–1537      | Friedrich von Wied           |
| 1546–1559      | Johannes Gropper             |
| 1559–1594      | Kaspar Gropper               |
| 1594–1596      | Peter Gropper                |
| 1629–1661      | Franz Wilhelm von Wartenberg |

## Gebäude des Stiftes

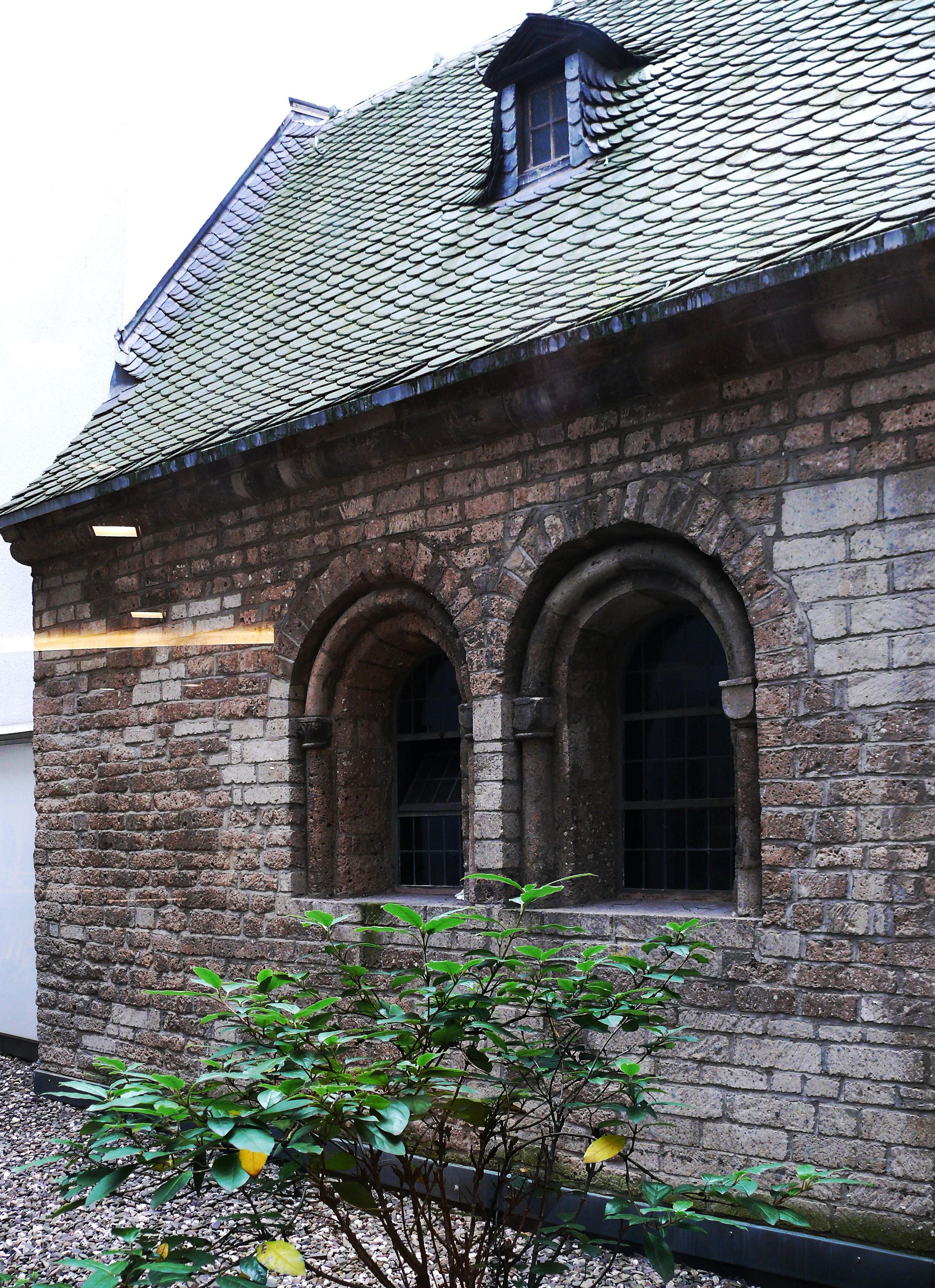
Kapelle St. Helena in einem Kanonikerhaus aus dem 12. Jahrhundert – Am Hof 36

Wichtigstes Gebäude des Bonner Stiftes war die Stiftskirche, das heutige Münster. Geistliches Zentrum stellte der Chorraum vor dem Hochaltar dar. Im Chorgestühl versammelten sich die Stiftsherren und Vikare zu den Gebetszeiten und zum täglichen Gottesdienst.
Weitere Stiftsgebäude waren der Kapitelsaal, der Kreuzgang und die innerhalb des Stadtbezirkes gelegenen Stiftsherrenwohnungen. Zu einer dieser Wohnungen gehörte die bis heute erhaltene, im 12. Jahrhundert erbaute Helenenkapelle. Ihr Standort befindet sich in Bonn, Am Hof 36.